# Ivo Viktor
Ivo Viktor (Křelov, 21 maggio 1942) è un ex calciatore e allenatore di calcio cecoslovacco, di ruolo portiere.
Sempre nel 2000, la rivista Gol elegge il miglior calciatore ceco del secolo, Viktor arriva terzo dietro Josef Masopust e Josef Bican.

## Carriera

### Giocatore

#### Club
Iniziò a giocare a 14 anni nello Spartak Šternberk. Tra il 1960 e il 1963 militò per Železárny Prostějov e Spartak Brno.
Sempre nel 1963 passò al Dukla Praga, con cui rimase fino alla fine della sua carriera avvenuta nel 1977 avvenuta per problemi fisici. Durante il periodo passato con il Dukla, vinse due campionati cecoslovacchi, tre coppe nazionali e cinque premi di calciatore cecoslovacco dell'anno.

#### Nazionale
Con la Cecoslovacchia collezionò in tutto 63 presenze. Partecipò al campionato del mondo 1970 e al campionato d'Europa 1976.

### Allenatore
Appese le scarpette al chiodo allenò i portieri del Dukla Praga e della Nazionale cecoslovacca.
Attualmente lavora nella Federazione calcistica della Repubblica Ceca.

## Palmarès

### Giocatore

#### Club
- Campionato cecoslovacco: 2

Dukla Praga: 1964, 1966
- Coppa di Cecoslovacchia: 3

Dukla Praga: 1965, 1966, 1969

#### Nazionale
- Campionato d'Europa: 1

Jugoslavia 1976

#### Individuale
- Top 11 all'Europeo: 1

Jugoslavia 1976
- Calciatore cecoslovacco dell'anno: 5

1968, 1972, 1973, 1975, 1976